# Lucien Parent
Pour les articles homonymes, voir Parent.

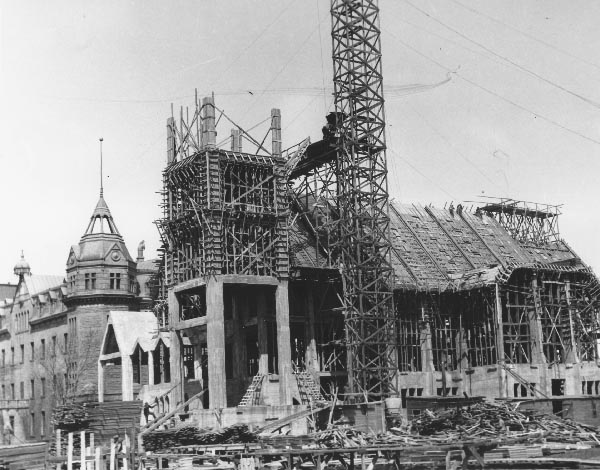
L'Église St Paul est reconstruite sur le site du Collège Saint-Laurent pour devenir une chapelle catholique en 1931.

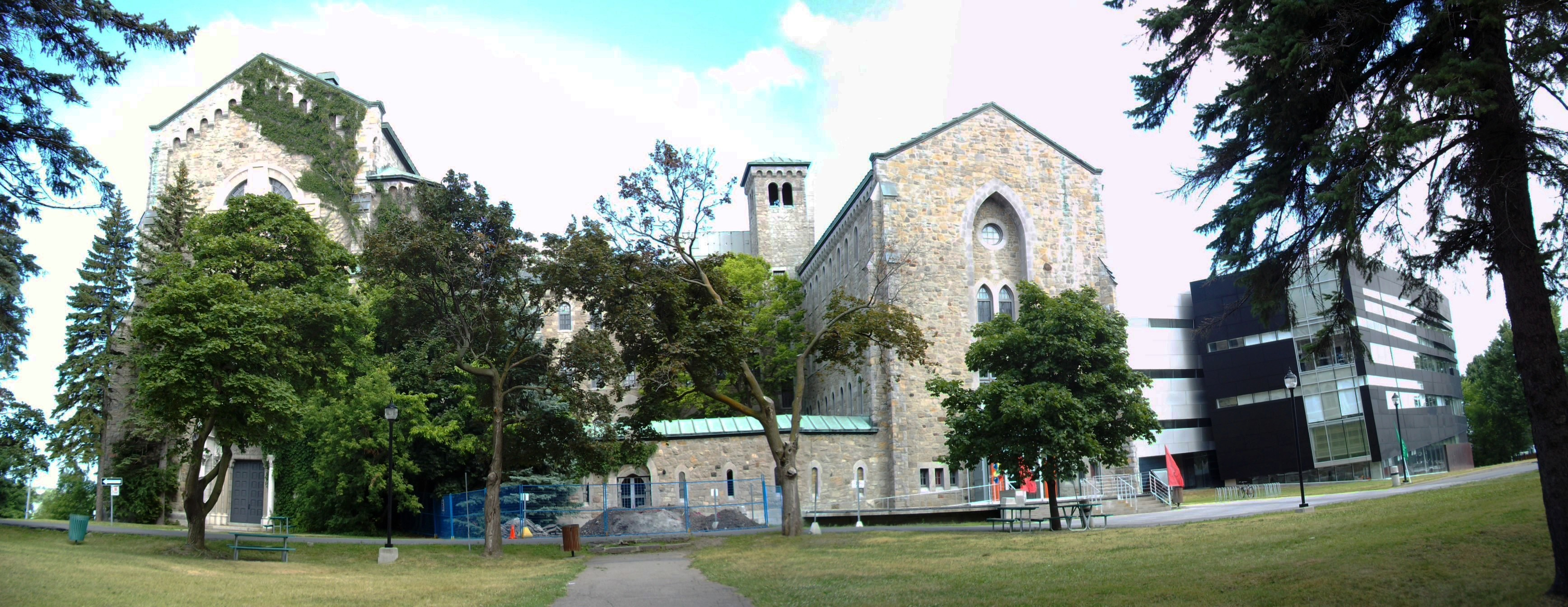
Monastère des Pères de Sainte-Croix

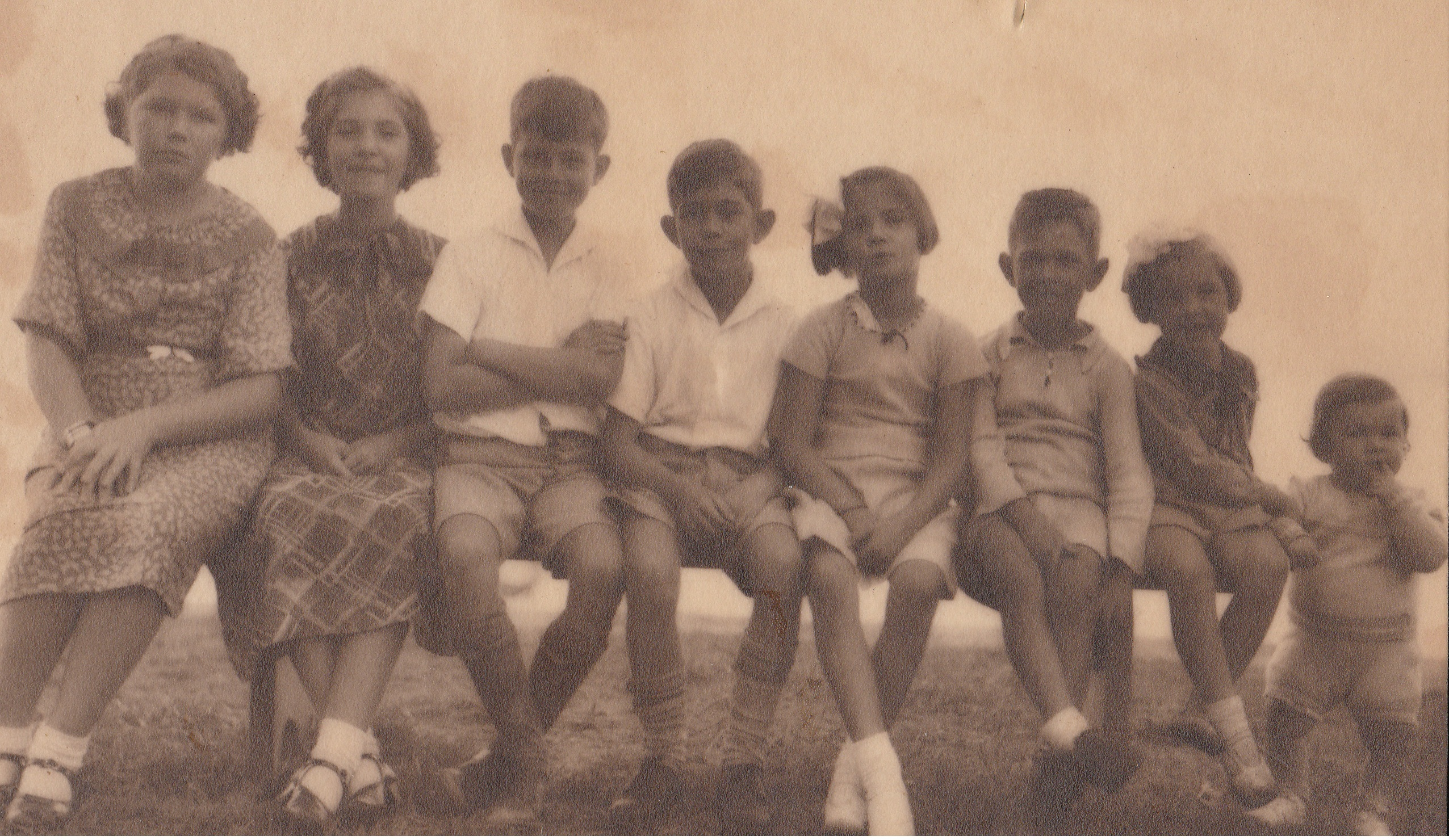
Enfants de Lucien Parent.

Lucien Parent (de son nom complet Pierre Ovide Lucien Parent), né le 29 avril 1893, est un architecte, dessinateur et aquarelliste montréalais. 

## Biographie
Lucien Parent épousa Florence Courteau, avec qui il eut neuf enfants, dont Marie (Mimi Parent). 
Membre de l'Académie royale des arts du Canada, il a exposé ses œuvres au salon de l'association des arts de Montréal 1927 à 1941. Il est l'auteur de La Buanderie Parisienne de 1930 et également d'une illustration de L'Arche. Il côtoie la plupart des artistes dit de La Montée Saint-Michel, tels Ernest Aubin et Jean Chauvin.
Il est décédé à Montréal le 27 mars 1956.

## Réalisations
Architecturalement parlant, il a conçu, en grande majorité, des églises et d'autres lieux de culte, parfois en collaboration avec Ernest Cormier ou René-Rodolphe Tourville :
- Basilique Oratoire Saint-Joseph à Montréal à partir de 1924 avec Dom Paul Bellot et Ernest Cormier
- Maison Arthur-Dubuc. Le Club Canadien devient propriétaire de la maison Arthur Dubuc en 1927, et veut l’agrandir avant d’y emménager. Lucien conçoit un ajout de deux étages à l’arrière et du côté est qui abrite une salle de quilles au sous-sol et une salle de réception au rez-de-chaussée
- Les Appartements Pine Court, à Montréal en 1929 avec Siméon Brais
- Les Appartements Vaudreuil, à Montréal en 1930 avec Henri S. Labelle[1]
- Immeuble J-Edmond-Morins, à Montréal en 1930 avec Henri S. Labelle
- Église St Paul à Montréal, déconstruction en 1930, déménagement vers le terrain du Collège Saint-Laurent et reconstruction complète en 1931. Des modifications majeures sont apportées à la structure et au décor pour que le bâtiment devienne une chapelle catholique. L'église renferme aujourd'hui le Musée des maîtres et artisans du Québec
- Monastère des Pères de Sainte-Croix (aujourd'hui immeuble principal du Cégep Gérald-Godin), à Montréal en 1932
- Maison Émile Corbeil, à Montréal en 1936
- Église Saint-Jean-Berchmans, à Montréal en 1938 avec René-Rodolphe Tourville
- Église Notre-Dame-du-Très-Saint-Sacrement, à Ferme-Neuve en 1939 avec René-Rodolphe Tourville
- Église Notre-Dame-de-Lourdes, à Notre-Dame-de-Pontmain en 1940
- Église Saint-Antoine, à Saint-Antoine en 1945
- Église Saint-Hugues, à Lac-Saguay en 1947
- Église du Très-Saint-Sacrement, à Lachine en 1950
- Église de Sainte-Adèle à la demande de son ami, Claude-Henri Grignon, auteur d'Un homme et son péché, alors maire de Saint-Adèle (1951).
- Église Saint-Raphaël, à La Malbaie en 1951
- Pharmacie Montréal, à Montréal en 1951

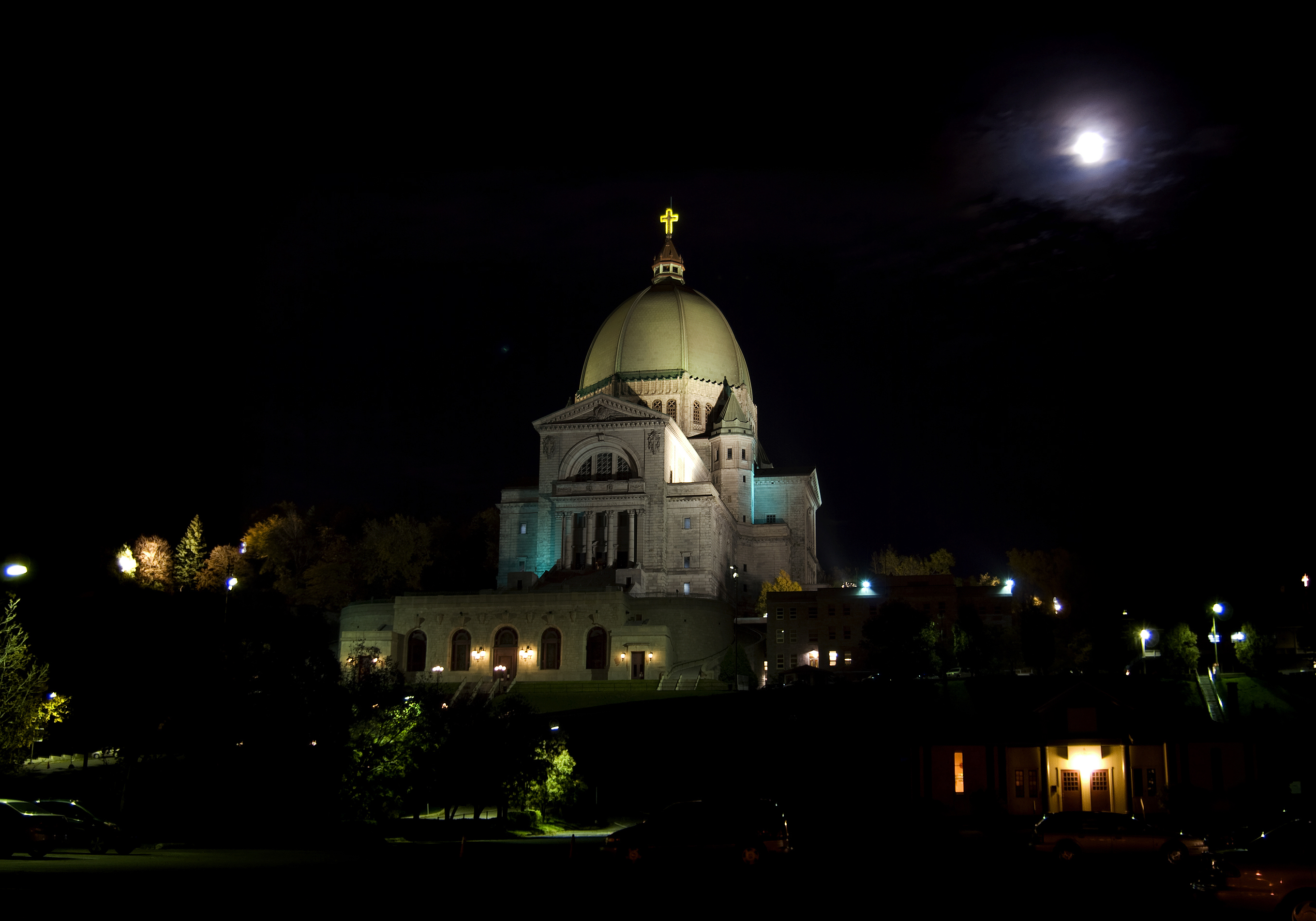
L'oratoire Saint-Joseph de nuit
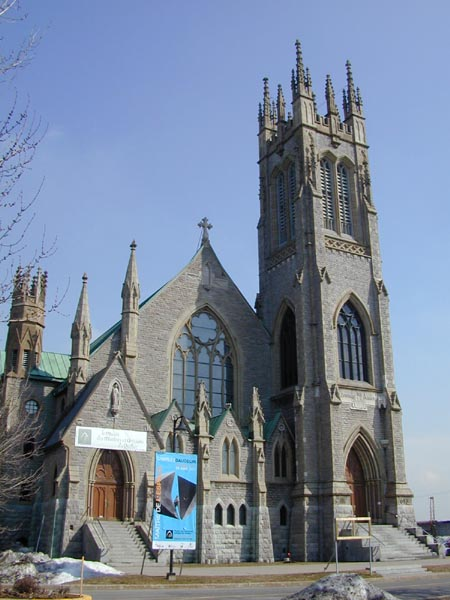
Musée des maîtres et artisans du Québec.